# 田中琴乃
田中 琴乃（たなか ことの、1991年8月18日 - ）は、大分県別府市出身の元新体操選手。2008年北京オリンピック代表（新体操団体）。別府市立西小学校（現・別府市立山の手小学校）、別府市立山の手中学校、日本女子体育大学附属二階堂高等学校、日本女子体育大学卒業。身長167cm、体重48kg。松永RG出身。株式会社ポーラ 宣伝部PR担当を経て、現在はフェアリージャパンPOLA公式アンバサダー。

## 経歴
5歳から新体操を始める。2006年12月より新体操日本代表に加入。2007年、2009年～2011年世界新体操選手権代表（団体）。2008年北京オリンピック代表（新体操団体）。2012年ロンドンオリンピック代表（新体操団体）。2010年よりフェアリージャパンキャプテンを務めた。
ロンドン五輪後にフェアリージャパンを卒業し、個人の選手として活動していた。
2013年、現役を引退。2014年、株式会社ポーラに入社。美容研究室を経て、2015年に宣伝部PR担当となる。またフェアリージャパンPOLAの美容コーチとして選手のメイクにも携わっていた。
2018年よりフェアリージャパンPOLA公式アンバサダー。

## 主な試合結果
- 2006年 全国中学校体育大会 個人総合2位
- 2006年 全日本ジュニア選手権 個人総合優勝
- 2006年 ブルガリア・バルナ国際 ジュニア個人総合2位
- 2006年 全日本新体操選手権 個人総合6位

新体操日本ナショナル選抜団体チームとして
- 2007年 世界新体操選手権 団体総合 7位
- 2008年 北京オリンピック 団体総合 10位
- 2009年 W杯・ポルチマン大会 種目別リボンロープ 優勝
- 2009年 世界新体操選手権三重大会 団体総合 8位 種目別リボンロープ4位
- 2010年 ロシア新体操国際(Gazprom Cup) 団体総合4位 種目別決勝フープ4位 リボンロープ3位
- 2010年 ギリシャ新体操国際(カラマタカップ) 団体総合8位 種目別決勝フープ7位 リボンロープ6位
- 2010年 サンクトペテルブルク新体操国際 団体総合3位 種目別決勝フープ3位 リボンロープ3位
- 2010年 ベラルーシ新体操国際 団体総合4位 種目別決勝フープ2位 リボンロープ5位
- 2010年 イタリア新体操国際 団体総合10位 種目別決勝リボンロープ4位
- 2010年 世界新体操選手権モスクワ大会 団体総合6位 種目別決勝フープ6位 リボンロープ6位
- 2011年 Ｗ杯ウズベキスタン国際 団体総合優勝 種目別決勝ボール優勝 リボンフープ優勝
- 2011年 世界新体操選手権フランス大会 団体総合5位 種目別決勝ボール5位 リボンフープ7位
- 2012年 Ｗ杯ロシア新体操国際 団体総合2位 種目別決勝ボール2位 リボンフープ2位
- 2012年 ロンドンオリンピック 団体総合7位